# Dominique Bradley
Dominique Deshon Bradley (10 de marzo de 1989) es un luchador estadounidense de lucha libre. Ganó una medalla de oro en el Campeonato Panamericano de 2016.  